# Confederación Nacional Agronómica

## Origen
Organización de los agrónomos de México cuya fundación se remonta a 1921 a iniciativa del entonces Presidente de la República, el general Álvaro Obregón, quien con motivo del primer centenario de la independencia de México decidió incluir en el programa oficial de festejos la realización de un Congreso Agronómico Constituyente de la Sociedad Agronómica Mexicana, evento que tuvo lugar del 5 al 17 de septiembre de 1921.
Entre los precursores de esta organización, antecedente inmediato de la Confederación Nacional Agronómica, renombrada así desde 1980, se encontraban Gilberto Favila Montes de Oca, Apolonio Guzmán, Juan de Dios Bojórquez, y Jesús M. Garza, General Comandante en Jefe del Estado Mayor Presidencial, influyente y cercano seguidor del Presidente Obregón, quien había estudiado en la Escuela Superior de Agronomía de Ciudad Juárez, Chihuahua en 1906.
El agrónomo Jesús M. Garza había sido Comandante de la Primera Zona Militar, con sede en el Palacio Nacional, y se incorporó al movimiento de Francisco I. Madero - quien estudió agronomía en la Universidad de Berkeley, California - convencido de sus principios democráticos. Poco después del golpe de Estado en contra del presidente Madero, se levantó contra Victoriano Huerta sumándose al frente revolucionario de Obregón acompañado de algunos de sus colegas.
En 1928 la Sociedad Agronómica Mexicana, tan pronto como aparece entre las primeras grandes organizaciones posrevolucionarias, tenía un carácter mutualista técnico y gremial aunque fundamentalmente político, se adhiere al programa del general Plutarco Elías Calles y apoya en 1929 la fundación del Partido Nacional Revolucionario, cuyo primer Secretario General fue el agrónomo Luis León, que es antecedente del Partido de la Revolución Mexicana y del Revolucionario Institucional.

## Influencia
En 1938 más de 200 de sus agrónomos convocados por el presidente Lázaro Cárdenas se suman a los campesinos de México para fundar la Confederación Nacional Campesina (CNC). En esa lucha social figuraban Norberto Aguirre Palancares, Julián Rodríguez Adame, César Martino, Juan de Dios Bohórquez, quien también participó en el Congreso Constituyente de Querétaro, Marte R. Gómez, Fernando Foglio Miramontes, y Manuel Castaños Valiente entre otros.
Los miembros de la Sociedad impulsaron y participaron profesionalmente en la fundación de la Comisión Nacional Agraria, y las llamadas comisiones agrarias locales, que después se transformarían en el Departamento de Asuntos Agrarios y Colonización, y a la postre en la Secretaría de la Reforma Agraria.
En la transformación de la Sociedad Agronómica Mexicana a la Confederación Nacional Agronómica, surgida en el Congreso Nacional de Cuautla, Mor, participaron el Dr. Gabriel Valdovinos además de Luis Martínez Villicaña, de Jorge Díaz de León, Lorenzo Martínez Medina, Cruz López Aguilar y Roberto Mendoza Medina entre otros.
En 1985 el Ing. Jorge Díaz de León fundó el Patronato de Bienes de la Confederación que administra la Casa del Agrónomo ubicada en Santa Fe, en la periferia de la Ciudad de México. Cuyo primer presidente fue el Ing. Julio Salgado.
Los profesionales de la agronomía agrupados en la transformada Confederación Nacional Agronómica desde 1980, estuvieron también en la Comisión Nacional de Irrigación, al lado de los ingenieros civiles, misma que poco después se convertiría en la Secretaría de Recursos Hidráulicos y finalmente en la Comisión del Plan Nacional de Hidráulica; con estas entidades desapareció una serie de instancias técnicas altamente especializadas que se llevaron consigo la expectativa de alcanzar las 15 millones de hectáreas de riego con las que se suponía se habría alcanzado la llamada soberanía alimentaria mexicana.
La Confederación Nacional Agronómica otorga la medalla Melchor Ocampo a los agrónomos más reconocidos y que mejor contribuyen al logro de sus objetivos gremiales, esta presea lleva el nombre de un ilustre mexicano que participó en el gobierno de Benito Juárez y entre otras cosas estudió agronomía en París, Francia.

## Sociedad Agronómica Mexicana

### Presidentes Nacionales
| Nombre                        | Nombre    | Periodo |
| ----------------------------- | --------- | ------- |
| Gilberto Favila Montes de Oca | 1921-1922 |         |
| Marte R. Gómez Segura         | 1922-1923 |         |
| Francisco García Doblado      | 1923-1924 |         |
| Juan de Dios Bohórquez        | 1925-1927 |         |
| Federico Berumen Lizalde      | 1932-1933 |         |
| Norberto Aguirre Palancares   | 1933-1935 |         |
| Ricardo Acosta Velasco        | 1935-1936 |         |
| Emilio Gutiérrez Roldán       | 1937-1940 |         |
| César Martino Torres          | 1940-1943 |         |
| Manuel Castaños Valiente      | 1943-1945 |         |
| Héctor Lazos González         | 1945-1946 |         |
| Manuel J. Gándara             | 1946-1949 |         |
| Mariano Parra Hernández       | 1949-1952 |         |
| Marcelino Murrieta Carreto    | 1953-1956 |         |
| José López Bermúdez           | 1956-1959 |         |
| José Isabel Rodríguez Elías   | 1959-1962 |         |
| Everardo G. Varela            | 1962-1965 |         |
| Jorge Díaz de León            | 1965-1965 |         |
| Felipe Salgado Pérez          | 1965-1968 |         |
| Alfonso Loera Borja           | 1968-1971 |         |
| Armando Bejarano Pedroza      | 1971-1974 |         |
| Manuel Luna Verduzco          | 1974-1977 |         |
| Lorenzo Martínez Medina       | 1977-1980 |         |

## Confederación Nacional Agronómica

### Presidentes Nacionales
| Nombre                    | Nombre    | Periodo |
| ------------------------- | --------- | ------- |
| Enrique Marcué Pardiñas   | 1980-1983 |         |
| Jorge Díaz de León        | 1983-1986 |         |
| Noé F. Garza Flores       | 1986-1989 |         |
| Mario Hernández Posadas   | 1989-1992 |         |
| Fernando Zuloaga Albarrán | 1992-1996 |         |
| Jorge Galo Medina         | 1996-1999 |         |
| Víctor H. Chagra Guerrero | 1999-2002 |         |
| Sergio Ramírez Vargas     | 2002-2006 |         |
| Arturo Villarino Pérez †  | 2007-2010 |         |
| Cruz Alberto Uc Hernández | 2010-2012 |         |